# Orville (Pas-de-Calais)
Orville ist eine französische Gemeinde mit 350 Einwohnern (Stand: 1. Januar 2022) im Département Pas-de-Calais in der Region Hauts-de-France. Die Gemeinde gehört zum Arrondissement Arras und zum Avesnes-le-Comte (bis 2015: Kanton Pas-en-Artois). Die Einwohner werden Orvillois genannt.

## Geographie
Orville liegt etwa 31 Kilometer südwestlich des Stadtzentrums von Arras am Fluss Authie. Umgeben wird Orville von den Nachbargemeinden Halloy im Norden, Pomera im Norden und Nordosten, Famechon im Nordosten, Thièvres im Osten und Nordosten, Sarton im Osten und Südosten, Beauquesne im Süden, Terramesnil im Südwesten sowie Amplier im Westen und Nordwesten.

## Bevölkerungsentwicklung
| Jahr                      | 1962 | 1968 | 1975 | 1982 | 1990 | 1999 | 2006 | 2013 |
| ------------------------- | ---- | ---- | ---- | ---- | ---- | ---- | ---- | ---- |
| Einwohner                 | 411  | 409  | 318  | 277  | 325  | 325  | 330  | 406  |
| Quelle: Cassini und INSEE |      |      |      |      |      |      |      |      |

## Sehenswürdigkeiten
- Kirche Saint-Martin aus dem 19. Jahrhundert

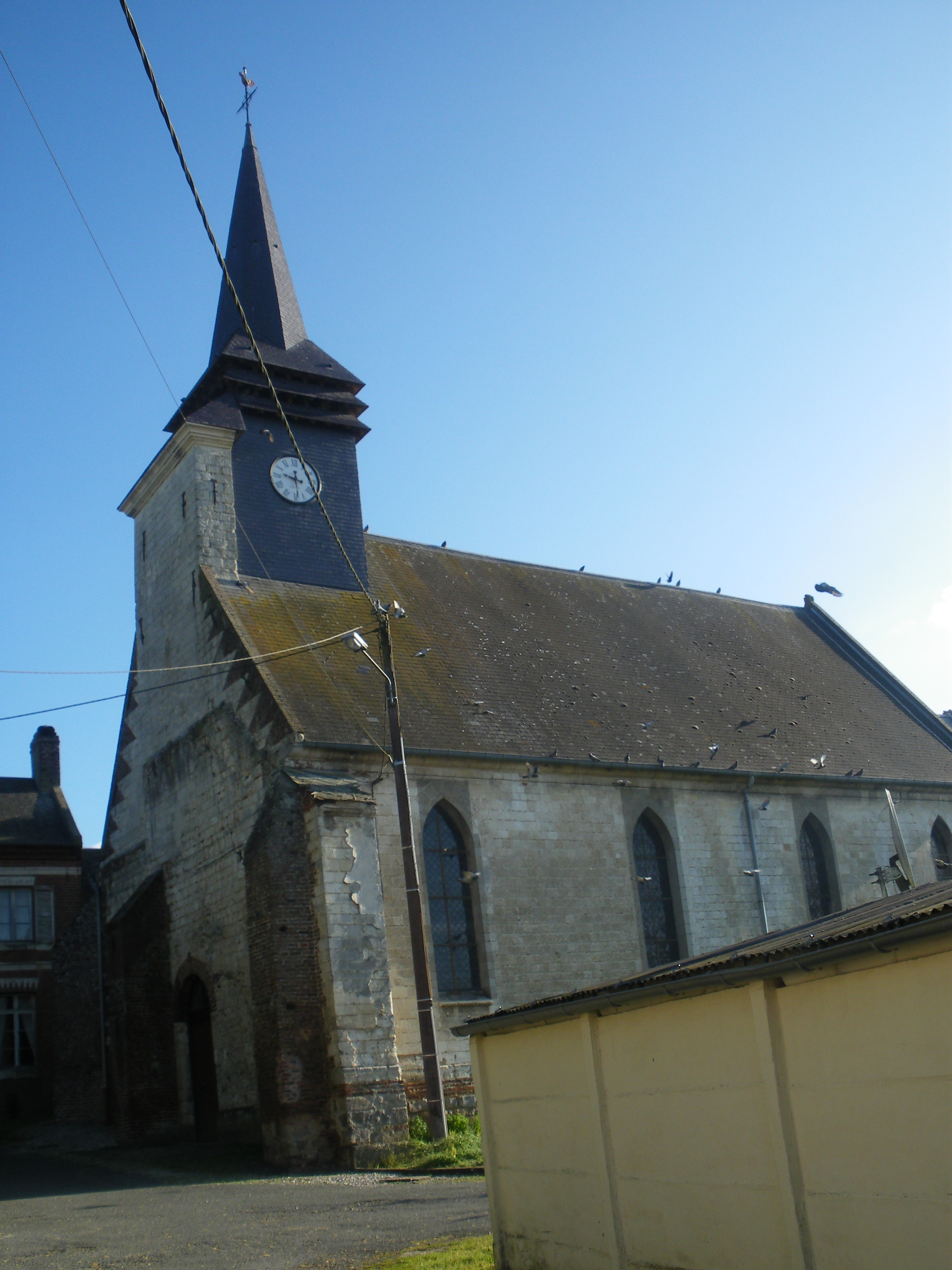
Kirche Saint-Martin

- Gutshof Caumesnil von 1763